# The Very Best of Geordie
The very best of Geordie è un CD-raccolta dei Geordie di Brian Johnson, l'attuale cantante degli AC/DC. La raccolta è stata pubblicata nel 1997 dall'etichetta CMC/Play records.

## Canzoni
1. All because of you (Malcolm)
2. Black cat woman (Malcolm)
3. The House of the Rising Sun (brano tradizionale americano, riarrangiato dai Geordie)
4. Electric lady (Malcolm)
5. Natural born loser (Malcolm)
6. Geordie stomp (Malcolm - Johnson)
7. I cried today (Johnson - Bennison)
8. We're all right now (Geordie)
9. Francis was a rocker (Malcolm)
10. Going to the city (Rootham - Johnson - Robson)
11. Rock'n'roll fever (Yellowstone - Danova - Voice)
12. You do this to me (Gibson - Holness - Knight)

## Formazione
- Brian Johnson (voce)
- Vic Malcolm (chitarra)
- Tom Hill (basso)
- Brian Gibson (batteria)
- Micky Bennison (chitarra)
- Derek Rootham (chitarra)
- Dave Robson (basso)
- Davy Whittaker  (batteria)